# Joe Shannon
Joseph Bernard „Joe“ Shannon (* 17. März 1867 in St. Louis, Missouri; † 28. März 1943 in Kansas City, Missouri) war ein US-amerikanischer Politiker. Zwischen 1931 und 1943 vertrat er den Bundesstaat Missouri im US-Repräsentantenhaus.

## Werdegang
Joe Shannon besuchte die öffentlichen Schulen in St. Louis und das Spalding Business College in Kansas City. Zwischenzeitlich war er mit seinen Eltern nach Girard in Kansas gezogen. Nach dem Tod seines Vaters kam er 1879 nach Kansas City. Dort wurde er im Jahr 1890 Polizist am Bezirksgericht. Nach einem anschließenden Jurastudium und seiner 1905 erfolgten Zulassung als Rechtsanwalt begann er in Kansas City in diesem Beruf zu arbeiten.
Politisch war Shannon Mitglied der Demokratischen Partei. Innerhalb dieser Partei führte er die Opposition zu dem zeitweilig mächtigen Parteiboss Tom Pendergast an. Im Jahr 1910 war Shannon Vorsitzender seiner Partei auf Staatsebene. Zwischen 1908 und 1940 nahm er als Delegierter an insgesamt sieben Democratic National Conventions teil. In den Jahren 1922 und 1923 gehörte er einer Kommission zur Überarbeitung der Verfassung von Missouri an.
Bei den Kongresswahlen des Jahres 1930 wurde Shannon im fünften Wahlbezirk von Missouri in das US-Repräsentantenhaus in Washington, D.C. gewählt, wo er am 4. März 1931 die Nachfolge von Edgar C. Ellis antrat  Nach fünf Wiederwahlen konnte er bis zum 3. Januar 1943 sechs Legislaturperioden im Kongress absolvieren. Im Jahr 1933 wurden der 20. und der 21. Verfassungszusatz ratifiziert. Zwischen 1933 und 1941 wurden die meisten der New-Deal-Gesetze der Bundesregierung unter Präsident Franklin D. Roosevelt verabschiedet. Seit Dezember 1941 war auch die Arbeit des Kongresses von den Ereignissen des Zweiten Weltkrieges geprägt.
Im Jahr 1942 verzichtete Joe Shannon auf eine erneute Kandidatur. Er starb am 28. März 1943, ein knappes Vierteljahr nach seinem Ausscheiden aus dem Kongress, in Kansas City, wo er auch beigesetzt wurde.